# Пуринское 2-е
Пуринское 2-е (Второе Пуринское) — пресноводное озеро в Красноярском крае России, находится на юго-западе Таймырского Долгано-Ненецкого района.
Расположено в западной части Северо-Сибирской низменности на северо-западе Таймырского полуострова, в левобережье среднего течения реки Пясина, северо-западнее устья реки Агапа. Приблизительно в 281 километрах к югу находится Норильск. Высота над уровнем моря — 19 м. Площадь озера — 70 км². Водосборная площадь — 419 км². Вдоль всего восточного берега протянулся узкий и длинный полуостров с высотами до 41 м. На юге протокой Пуринское 2-е озеро соединяется с Пуринским 1-м.
Значительных притоков не имеет. Сток осуществляется через реку Пура, приток Пясины. Берега низкие, местами заболочены. 
На водоёме гнездятся краснозобая казарка, сапсан, тундровый лебедь. С 1998 года озеро включено в территорию Пуринского заказника.